# Staffhorst
Staffhorst er en kommune i amtet ("Samtgemeinde") Siedenburg i Landkreis Diepholz i den tyske delstat Niedersachsen.
Staffhorst ligger mellem Naturpark Wildeshauser Geest og Naturpark Steinhuder Meer cirka midt mellem Siedenburg, Asendorf, Wietzen og Borstel i nærheden af Sulingen.